# Homosclerophorida
Homosclerophorida (лат.) — отряд морских губок, выделяемый в монотипический класс Homoscleromorpha, ранее рассматривавшийся в составе класса обыкновенных губок (Demospongiae). Корковые и комковидные губки с мелкими спикулами или лишённые спикул вовсе. Пинакодерму и хоанодерму подстилает базальная мембрана — необычный для губок признак, характерный для эпителиев Eumetazoa. Насчитывают около 100 видов, разделяемых на девять родов и два семейства: Plakinidae (формы со спикулами) и Oscarellidae (лишённые спикул). Для Homosclerophorida характерно живорождение: оплодотворённая яйцеклетка развивается в мезохиле материнского организма до стадии свободноплавающей личинки — цинктобластулы.

## Описание
Тело имеет форму от комковидной до корковидной, поверхность тела гладкая, цвет может быть кремовым, синим, фиолетовым, зелёным, жёлтым, тёмно-коричневым, оранжевым или красным. Водоносная система представлена двумя наиболее сложными типами: силлеибидной и лейконоидной. Хоаноцитные камеры сферические, с крупными хоаноцитами. Нередко вблизи основания тела имеется большая выносящая камера. Неорганический скелет, если имеется, представлен комбинацией мелких четырёхостных кремнезёмных спикул и их производных (двух- и трёхостные спикулы), деление спикул на микросклеры и мегасклеры, спикулы не приурочены к особым частям тела губки и расположены равномерно. Лучи спикул могут ветвиться и изгибаться. Спонгин отсутствует. Некоторые виды лишены неорганического скелета, и их форма тела поддерживается только фибриллярным коллагеном.
Цитологическая организация Homoscleromorpha отличается от всех остальных губок. В частности, их хоанодерма и пинакодерма поддерживается базальной мембраной, содержащей коллаген IV типа, тенасцин и ламинин, как в эпителиях высших животных. Кроме того, базальная пластинка покрывает сперматоцисту в период размножения и присутствует у личинок. Экзо- и эндопинатоциты имеют жгутики. В хоаноцитных и пинакоцитных слоях присутствуют специализированные межклеточные контакты. Имеется до 5 различных типов клеток, что выводит Homoscleromorpha на новый гистологический уровень по сравнению с обыкновенными губками. 

## Размножение и развитие
Все представители отряда — живородящие губки с личинкой цинктобластулой. Сначала в ходе эмбриогенеза из стереобластулы путём мультиполярной эгрессии образуется целобластула. Для целобластулы характерно наличие слоя колончатых клеток, снабжённых жгутиком и близко сдвинутых друг с другом. Внутри личинки находится центральная полость, в которой присутствуют симбиотические бактерии. Не покидая материнского организма, целобластула превращается в полностью оформленную личинку цинктобластулу. Описано бесполое размножение в форме фрагментации и почкования.

Цинктобластульный тип развития. 1 — яйцо, 2 — дробление, 3 — морула, 4 — целобластула, 5 — цинктобластула, 6 — метаморфоз

## Распространение и местообитание
Представители Homoscleromorpha — морские губки, распространённые по всему миру. Они населяют тёмные и полутёмные экосистемы, например, пещеры. В основном они обнаруживаются в стоячих водах, однако некоторые виды попадаются на глубинах, превышающих 100 м. Возможно, их просто не смогли обнаружить в глубоководных экосистемах из-за их корковидной формы. 

## Классификация
По современным филогенетическим данным, Homoscleromorpha — чётко ограниченная монофилетическая группа губок, независимая от обыкновенных губок. По данным сайта World Porifera Database, на июль 2016 года в отряд включают следующие таксоны до рода включительно:
- Семейство Oscarellidae Lendenfeld, 1887
  - Род Oscarella Vosmaer, 1884
  - Род Pseudocorticium Boury-Esnault, Muricy, Gallissian & Vacelet, 1995
- Семейство Plakinidae Schulze, 1880
  - Род Aspiculophora Ruiz, Muricy, Lage, Domingos, Chenesseau & Pérez, 2017
  - Род Corticium Schmidt, 1862
  - Род Placinolopha Topsent, 1897
  - Род Plakina Schulze, 1880
  - Род Plakinastrella Schulze, 1880
  - Род Plakortis Schulze, 1880
  - Род Tetralophophora Rützler, Piantoni, van Soest, Díaz, 2014

Семейство Oscarellidae включает виды, лишённые спикул, а Plakinidae — виды со спикулами. Виды Homoscleromorpha очень трудно различать ввиду отсутствия диагностических признаков, особенно у представителей, лишённых спикул.